# Chiara Grillo
Chiara Grillo (Cosenza, 14 febbraio 1956) è una cantautrice italiana.

## Biografia
Dopo essersi trasferita nel 1965 dalla Calabria a Roma con la famiglia, si interessa presto di musica, iniziando subito a scrivere canzoni: debutta con il primo 45 giri a 15 anni.

In seguito diventa allieva del chitarrista Bruno Battisti D'Amario (musicista con Ennio Morricone e Fabrizio De André): inizia a comporre canzoni sulla chitarra classica che presenta anche al Folkstudio.

Nel 1978 ottiene un contratto con la Monitor, casa discografica di proprietà della RCA Italiana, per cui incide l'album La rondine, da cui viene tratto il 45 giri Il prigioniero.

Cominciano poi le prime apparizioni televisive in Rai ed i primi concerti; allo stesso tempo intraprende gli studi di canto barocco.

Negli anni '80 si dedica per lo più all'attività teatrale, scrivendo le musiche per alcune commedie, pur continuando saltuariamente ad esibirsi dal vivo.

La Grillo, nel frattempo sposatasi, compone anche nuove canzoni, e torna in sala d'incisione alla fine degli anni '80, per registrare Un cielo per vivere, pubblicato dalle Edizioni Paoline: comincia qui una seconda fase nella sua carriera di cantautrice, in cui le tematiche dei testi spesso hanno un carattere riflessivo o di osservazione della natura. Per promuovere le nuove canzoni effettua un tour.

Dopo una partecipazione nel 1995 in una compilation sempre delle Edizioni Paoline, nel 1999 esce il suo terzo album, Il baule, che viene presentato in uno spettacolo teatrale dallo stesso titolo con cui, nel 2000, festeggia i trent'anni di attività.

Nel 2003 collabora con i Gen Rosso, interpretando due canzoni dell'album Voglio svegliare l'aurora, e partecipando alla registrazione del disco.
 
Oltre che all'attività di cantante, Chiara Grillo si dedica anche all'insegnamento del canto, approfondendo particolarmente l'aspetto dell'interpretazione, secondo il metodo del C.E.T fondata da Mogol, scuola nella quale si è diplomata nel 1994.

Nel 2005 inizia la collaborazione con il polistrumentista Emanuele Chirco, che è presente sia nel nuovo album Morelando, pubblicato agli inizi del 2007 (e caratterizzato da sonorità vicine alla musica etnica) che nel tour seguente.

Dall'album è tratto il singolo Il mio gioco.

Nel 2008 scrive due nuove canzoni per la colonna sonora del film È tempo di cambiare di Fernando Muraca.

Tra le sue canzoni più note, La rondine, La goccia d'acqua, Cielo d'estate, Oceano, Sul mare, Arcobaleno d'Aprile.
Nel 2010 esce il secondo album frutto della collaborazione con Emanuele Chirco: "COLORI A QUADRI". Un album per pianoforte e voce più maturo e riflessivo, con molti brani registrati dal vivo. Attualmente continua a dare concerti in teatri e piccole piazze, sempre col musicista compositore Emanuele Chirco.

## Discografia

### Album
- 1978 - La rondine (Monitor, ZPLMO 34076)
- 1990 - Un cielo per vivere (Edizioni Paoline)
- 1999 - Il baule (Città Nuova Editrice)
- 2007 - Morelando (Gabbiano Records)

### Singoli
- 1973 - Quante luci nella strada/Ti ho chiesto un giorno (Città Nuova Editrice, CH 7304)
- 1978 - La rondine/Prigioniero (Monitor, ZBMO 7170)
- 2007 - Il mio gioco (Gabbiano Records)